# Bertil Olssons Fabriks AB
Bertil Olssons Fabriks AB var en möbelindustri i Arbrå mellan åren 1928 och 1969.

## Historik

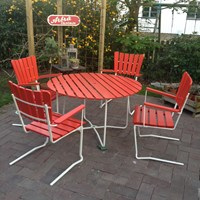
Bertil Olssons Fabriks AB, Trädgårdsmöbler under varumärket Arbrå Stålmöbler

Bertil Olsson född 1909, död 1969, började sin möbeltillverkning mycket blygsamt 1928 med förhyrda lokaler på skilda ställen i Arbrå för att senare bygga egen fabrik i Forsbro, Norränge. Tillverkningen var skiftande, i början då även bland annat likkistor tillverkades. Senare kunde företaget notera större framgångar med trästommar till växthus och drivbänkar för trädgårdsodlare. I slutet på 1950-talet tillverkades bland annat 64 tusen takspån som senare sattes upp på Arbrå kyrka.

## Arbrå Stålmöbler och Husmorsstolen Triss

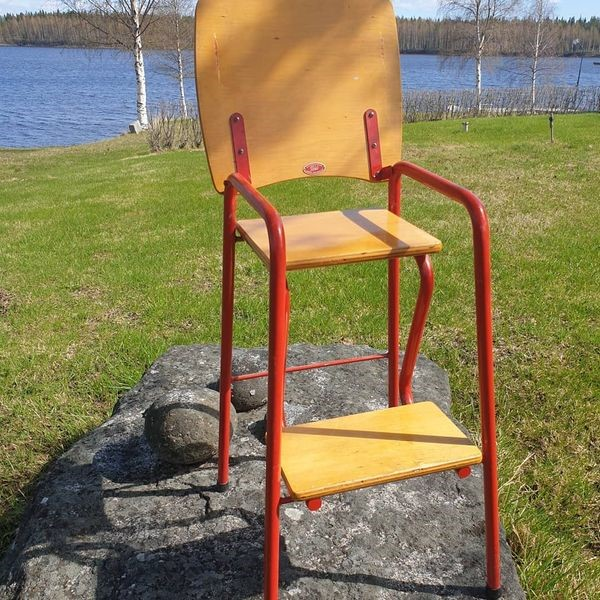
Bertil Olssons Fabriks AB, Husmorsstolen Triss

Den verkligt stora tillverkningen blev dock trädgårdsmöbler av trä. Trädgårdsmöblerna blev i början av 1950-talet ändrade till stålunderrede och lanserades under varumärket ”Arbrå Stålmöbler”. Även skolbänkar, köksmöbler och "Husmorsstolen Triss" samt möbler för serveringslokaler tillverkades efter samma system. Antalet anställda uppgick som mest till 25 personer.
Verksamheten upphörde helt 1969.